# دير سان مييان دي لا كوجويا
دير سان مييان دي لا كوجويا (بالإسبانية: Monasterio de San Millán de la Cogolla)‏ هو مؤسسة دينية أسسها القديس مييان في القرن السادس الميلادي. يقع في بلدية مييان دي لا كوجويا، في منطقة لا ريوخا في شمال إسبانيا ذات الحكم الذاتي.